# Patricio (nombre)
Patricio es un nombre propio masculino de origen latino que significa Aquel que es patricio o noble. Viene de patricii  —que a su vez proviene de pater (padre)— que desde los comienzos de la Antigua Roma hasta el siglo II a. C. era la clase social privilegiada (patricii) ya que estaba compuesta por las familias descendientes de los ciudadanos romanos originales. Cayó en desuso al concederse la ciudadanía romana a las aminoras gentes, personas de otras ciudades o pertenecientes a la misma ciudad pero que no eran patricios. Su variante femenina es Patricia.
En época del Bajo imperio romano, el término patricio se recuperó en forma de título vitalicio y no hereditario —patricius— que se otorgaba a algunas personas de alto rango, civil o militar, y que daba privilegios añadidos a los que tenía el común de la ciudadanía. Una familia patricia en esta época tan solo se refería a las familias donde el padre de familia era un patricio. También se les llamaba patricios a los padres de los emperadores y a los principales de los ilustres. En los últimos años del Imperio, se le concedía este título también a los bárbaros. Uno de ellos, el rey burgundio Gundahario lo recibió del emperador Honorio. Tras la caída de la monarquía burgundia en el 534, «los funcionarios que gobernaban aquel reino en nombre de los príncipes merovingios, se nombraban en los actos oficiales Patricios de Borgoña».
Probablemente pasó a convertirse en nombre propio antes de la Edad Media, tanto para hombres como para mujeres (Patricia). Sin embargo en las postrímetrías de la Edad Media y principios de la Edad Moderna, el título de patricio se recuperó, usado esta vez para los personajes más ricos y las familias burguesas más importantes, como las de la Repúblicas italianas o de la liga hanseática en el norte de Europa.

## Onomástica
- 17 de marzo: San Patricio

## Variantes
- Femenino: Patricia.

### Variantes en otros idiomas
| Español                                      | Patricio  |
| Inglés, alemán, polaco, neerlandés y noruego | Patrick   |
| Irlandés                                     | Pádraic   |
| Francés                                      | Patrice   |
| Italiano                                     | Patrizio  |
| Sueco, finlandés, esloveno y checo           | Patrik    |
| Húngaro                                      | Patrícius |
| Catalán                                      | Patrici   |
| Portugués                                    | Patrício  |